# Oreneta pitbruna
L'oreneta pitbruna (Progne tapera) és una espècie d'ocell de la família dels hirundínids (Hirundinidae). Es troba a Amèrica del Sud i sud d'Amèrica Central. El seu hàbitat natural principal són la sabana seca, els herbassars tropicals i subtropicals (secs o inundables), els cursos d'aigua, les terres de pastura, les àrees urbanes i els ambients forestals degradats. El seu estat de conservació es considera de risc mínim.